# Château de Courances

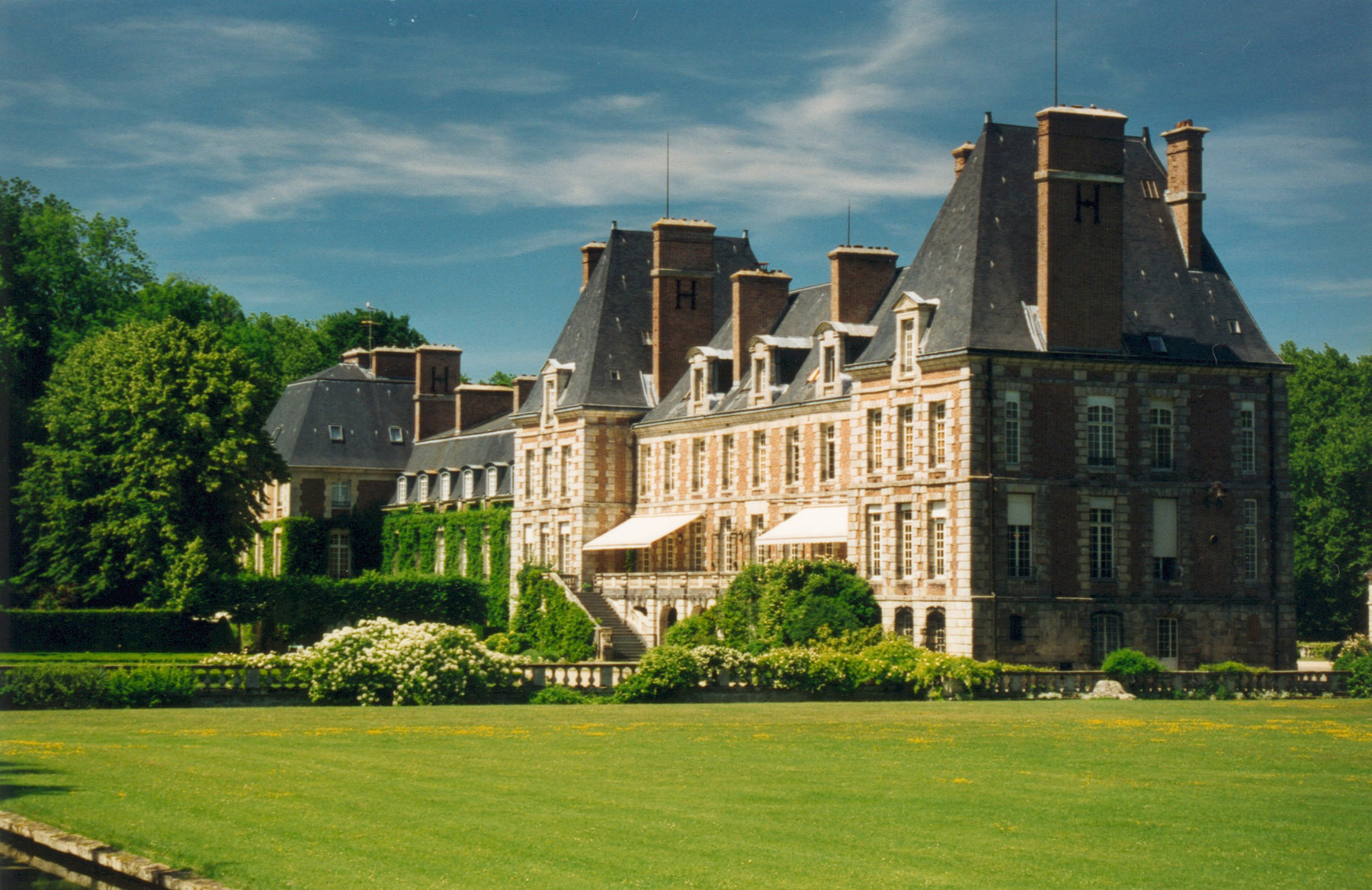
Château de Courances phía nhìn ra vườn.

Château de Courances (phát âm [ʃɑto də kuʁɑ̃s]) tọa lạc tại Courances (Essonne), là một lâu đài Pháp xây dựng vào khoảng 1630. Ngôi nhà và khu vườn ngày nay được mở cửa cho công chúng.

## Château

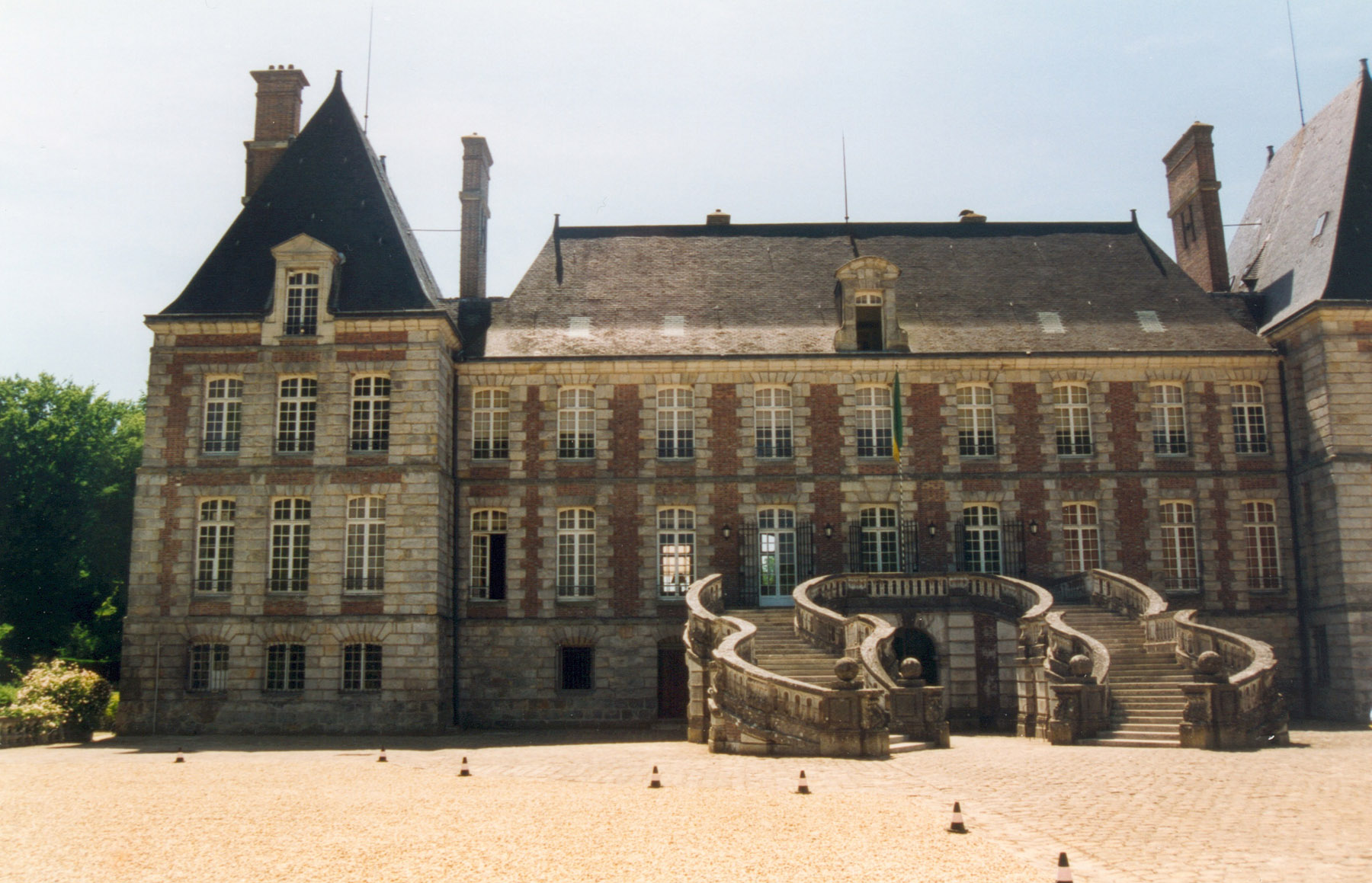
Mặt tiền sân tiếp khách

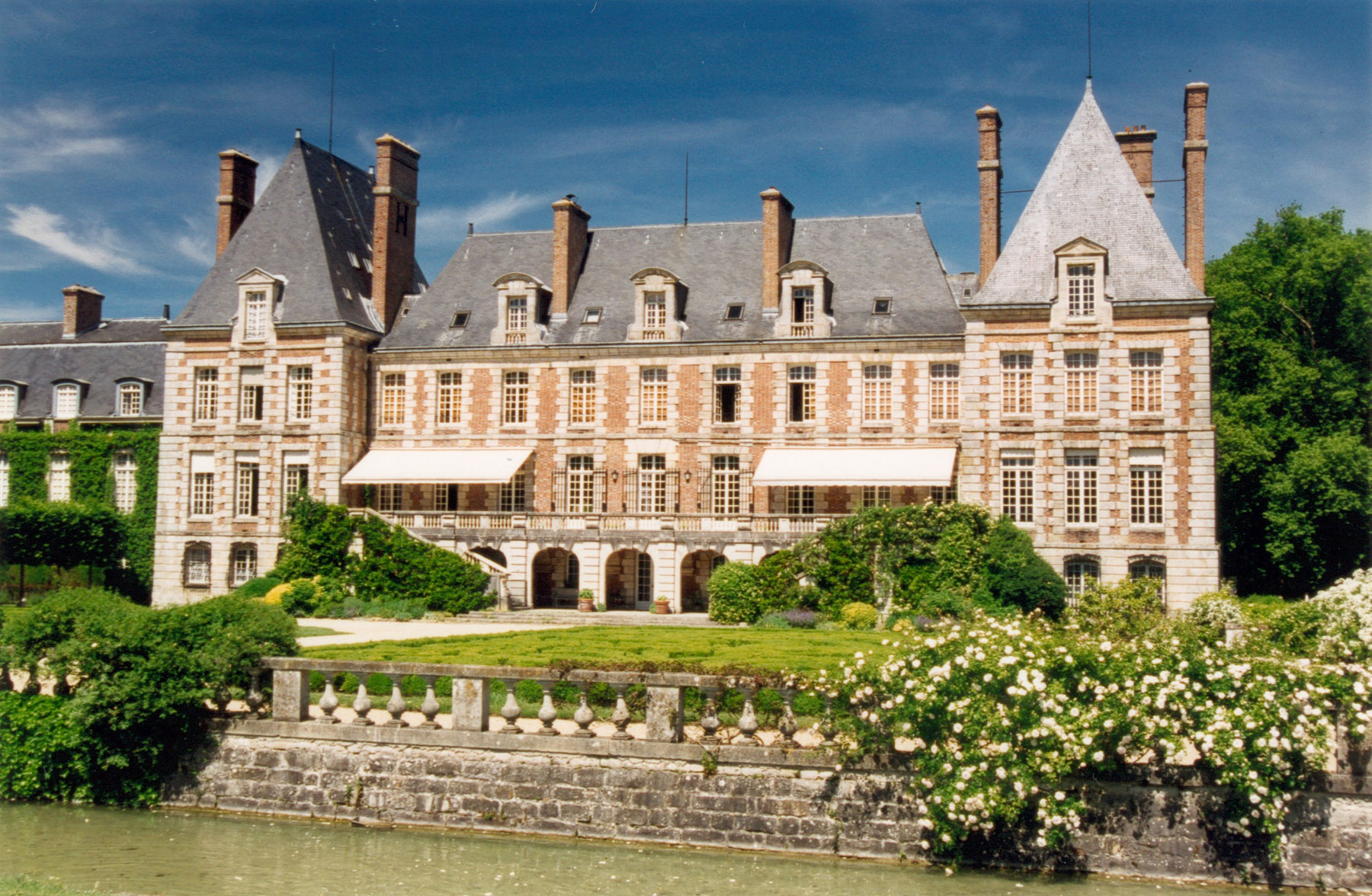
Mặt tiền đằng sau của château.

Trong năm 1552, Côme Clausse, một công chứng viên và thư ký hoàng gia cho vua, được mua lại từ gia đình Lapite khu nhà ở quý tộc cũ tại Courances, ở rìa phía tây của khu rừng Fontainebleau. Người thừa kế của ông chuyển nhượng nó năm 1622 cho Claude Gallard, một thư ký khác của hoàng gia, người không nghi ngờ đã xây dựng lâu đài hiện tại, với một kế hoạch H đặt ra trên một nền tảng hình chữ nhật được bao quanh bởi hào nước.
Lâu đài ban đầu được biết đến từ những chạm trỗ của Israel Henriet và Israel Silvestre, khoảng 1650. Việc đánh giá tài sản được đề cập tới năm 1638, ngoài nhà chính, bốn nhà kho, nhà máy ép, hai nhà máy xay bột mì, và hai nhà máy xay "giạng chân trên sông". Phía trên và vượt ra ngoài này là một nhà máy để nhồi, với sân trước của lâu đài ở một bên, và những dòng nước chảy từ một cái ao ở bên kia.
Trong thế kỷ 18 ngôi nhà được hiện đại hóa bởi Anne-Catherine Gallard, góa phụ của Nicolas Potier de Novion, người cho t ạo một sân đón khách (Cour d'honneur) bằng cách cho phá dỡ tường và lối vào bao quanh sân. Sau đó cháu gái của bà Léontine-Philippine de Novion và chồng Aymar de Nicolay lại hiện đại hóa lâu đài (1775-1777) bằng cách thêm những phần nhà mới và cải tiến hóa mặt tiền.
Vào năm 1830, những người thừa kế Nicolay rời khỏi lâu đài, bán nó lại cho baron Samuel de Haber vào năm 1872. Ông giao phó cho kiến trúc sư Gabriel-Hippolyte Destailleur phục hồi lâu đài theo phong cách Louis XIII, một công trình kéo dài từ năm 1873 đến năm 1884. Destailleur lấy lại gạch ghép từ bên dưới một lớp vữa, nâng cao phần nhà nhô ra dưới mái và gắn các trang trí bằng kẽm cho mái. Cầu thang lớn trong nhà bị phá hủy và những dốc hoành tráng lấy cảm hứng của Fontainebleau được áp dụng cho mặt tiền. Một cánh nhà mới được dựng lên trên những nhà bếp cũ để che chở dãy phòng chính, và được liên kết với cánh nhà cũ bằng một phòng trưng bày.
Những tòa nhà bên ngoài mới được xây dựng cùng một lúc bị phá hủy bởi hỏa hoạn vào năm 1976. Trong Chiến tranh thế giới thứ nhất, Courrances phục vụ như một bệnh viện. Trong Chiến tranh thế giới thứ hai, ban đầu nó bị Đức chiếm đóng, sau đó bởi Thống chế Montgomery, 1947-1954.

## Công viên
Courances được ca ngợi là "hình ảnh thu nhỏ của phong cách vườn chính thức Pháp trong đó những lâu đài và môi trường tạo thành một tổng thể". Quy ra truyền thống của khu vườn cho André Le Nôtre là không có tài liệu chứng minh và không rõ ràng. Trên thực tế, nước mở rộng tự nhiên ở Courances đứng trong tương phản sắc nét với máy móc thiết bị đài phun nước được sử dụng bởi Le Nôtre tại Versailles và các nơi khác. Điều này được Jacques Dulaure ghi nhận một cách tán đồng trong thế kỷ 18: "Thiên nhiên tạo ra hiệu ứng của nước luôn chảy, một tác dụng tốt hơn nhiều so với những thác rình rang nào bằng nỗ lực phi thường sống trong một lúc và sau đó chết dần, như thể một bức tranh đột nhiên biến mất từ khung của nó ".
Năm 1870 Destailleur cải biến công viên thành một công viên cảnh quan "à l'anglaise  (kiểu Anh). Về ngôi vườn thế kỷ 17, một số cốt lũy tồn tại khi Achille Duchêne bắt đầu làm lại nó cho marquise de Ganay, cháu gái lớn của ông trùm de Haber; khu đất lưu giữ một con đường cổng vào với 2 hàng cây cây tiêu huyền, trung tâm Allée d'honneur giữa các kênh ở hai bên và quan điểm trục lớn tập trung vào lâu đài, với các ao nước và một kênh lớn. Bể nước phản ánh thế kỷ 18 của marquise de Novion vẫn còn.
Duchêne tái lập khu vườn kiểu Pháp bằng cách tái tạo nó theo những cách mới lạ, thiết lập kênh dài thẳng ở lề đường đá trên mỗi bên của dải trung tâm của bãi cỏ. Năm 1930, đáng ngạc nhiên, Duchêne và Mme de Ganay cũng tạo ra một khu vườn Nhật Bản. Công viên trải qua nhiều phục hồi hơn nữa kể từ 1948.

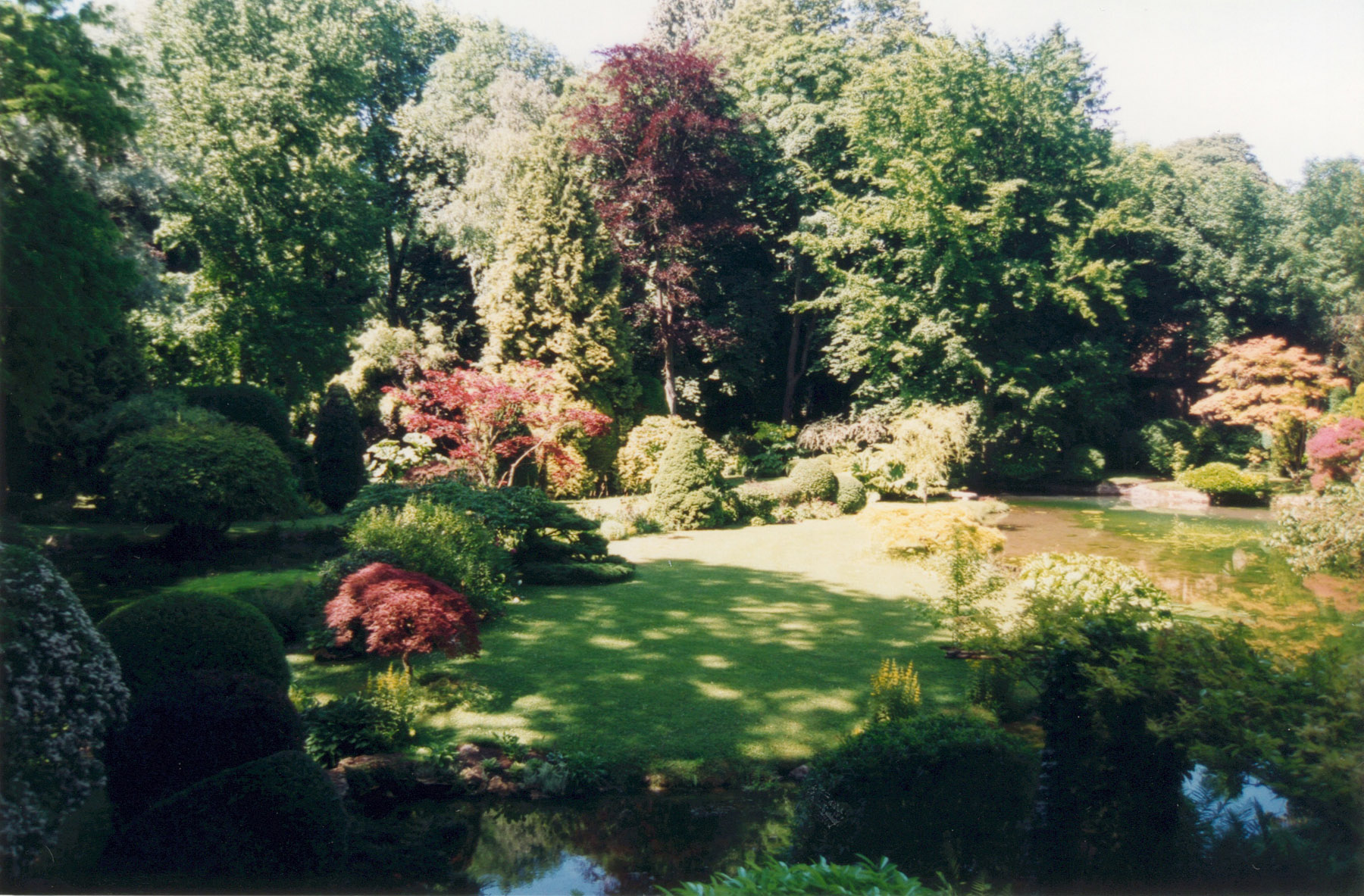
Vườn Nhật Bản.
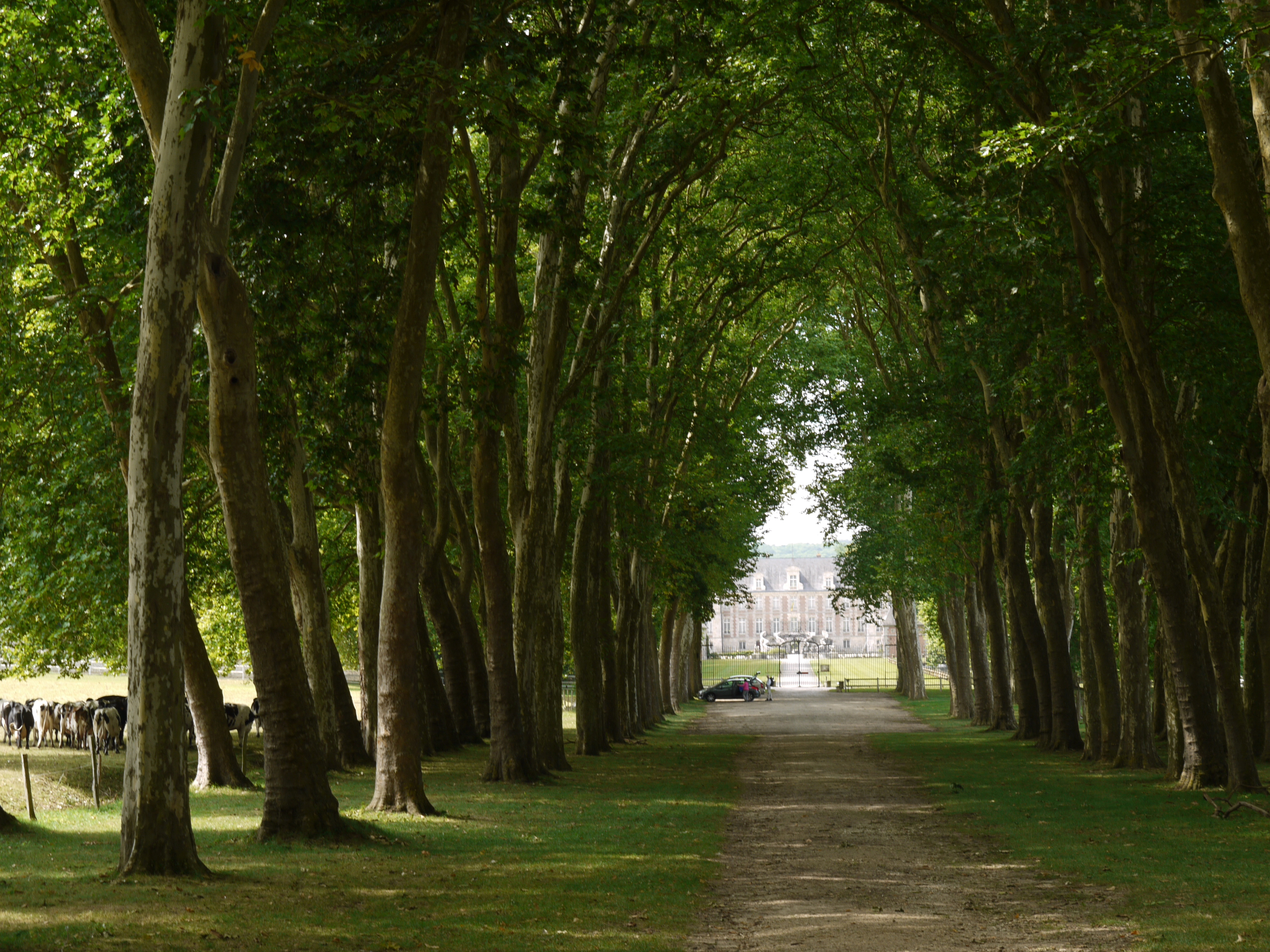
Một đại lộ với 2 hàng cây hùng vĩ kéo dài quan điểm của lâu đài
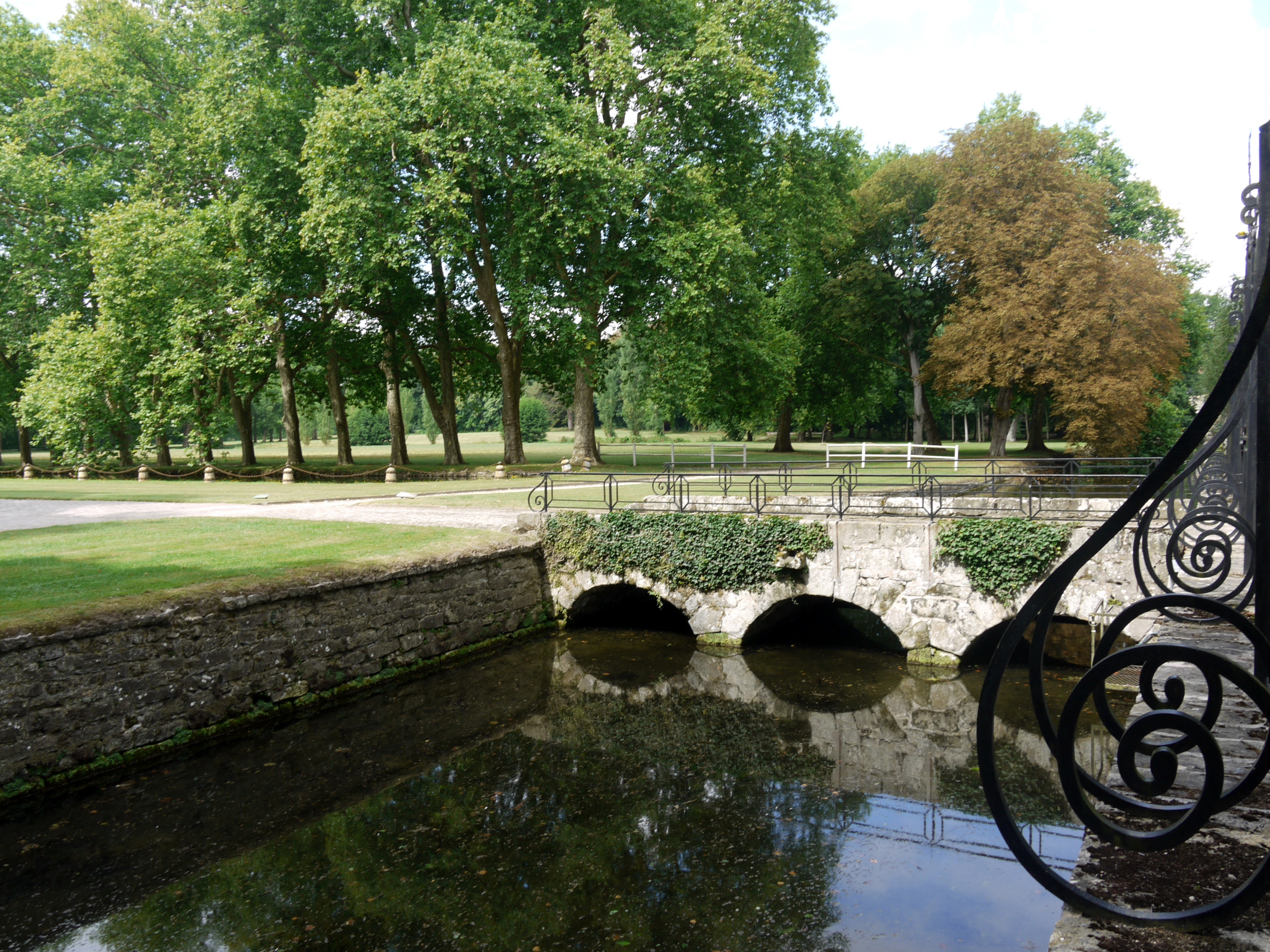
Hào nước tại ranh giới công viên
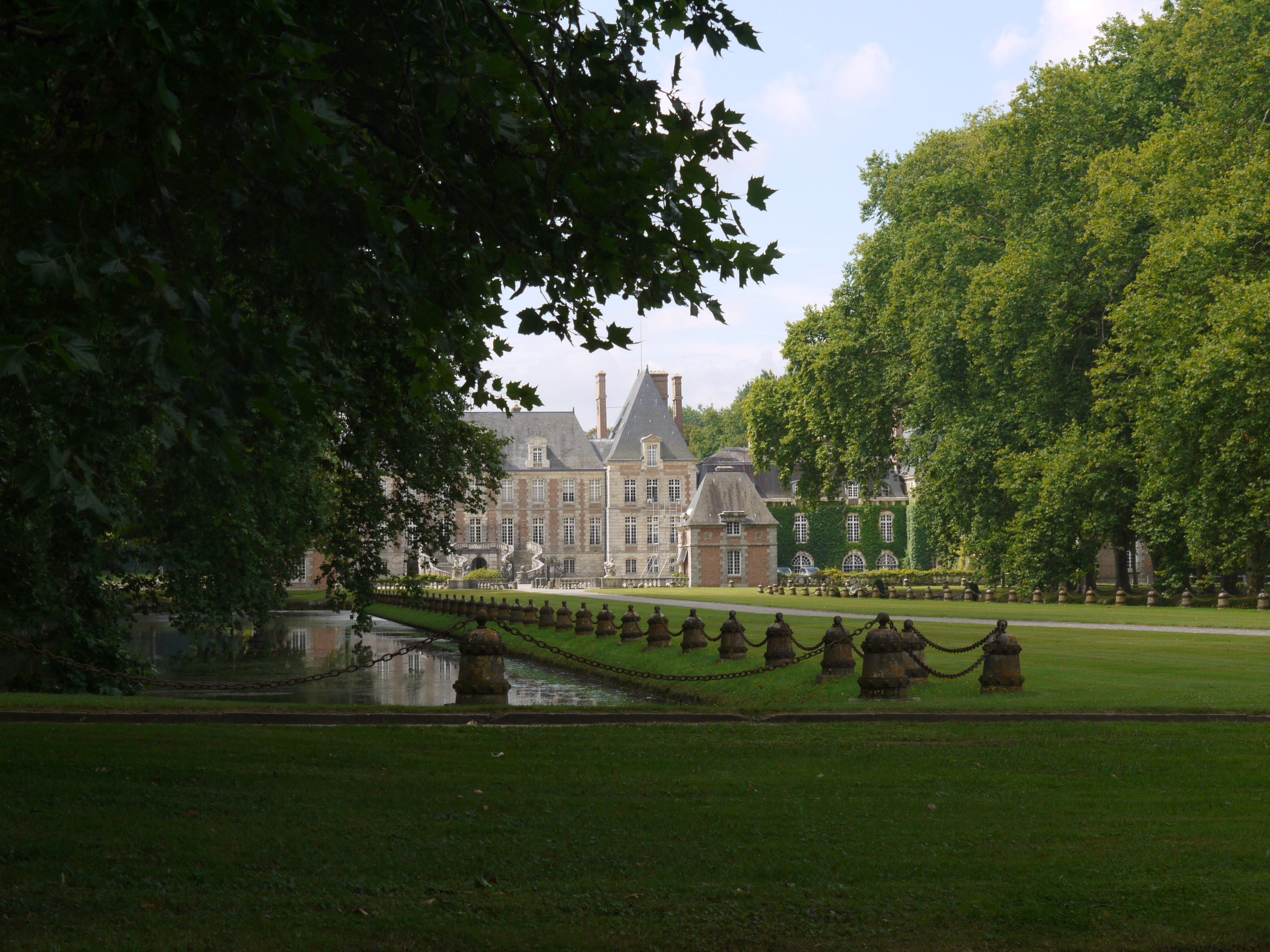
Ao trong công viên château